# Tibor Benedek
Tibor Benedek (Budapeste, 12 de julho de 1972 – 18 de junho de 2020) foi um treinador e jogador de polo aquático húngaro, tricampeão olímpico.

## Carreira
Benedek fez parte do elenco campeão olímpico de 2000, 2004 e 2008.

## Treinador
Benedek na Rio 2016 comandou o elenco da Seleção Húngara de Polo Aquático que ficou em quinto lugar.

## Morte
Morreu no dia 18 de junho de 2020, ao 47 anos.